# Parc fluvial du Besòs
Le Parc fluvial du Besòs est un espace naturel protégé situé dans les comarques de Vallès Occidental et Barcelonès (province de Barcelone), en Catalogne
,.

## Description
Il est situé le long des 9 derniers kilomètres de la rivière Besòs, depuis le confluent avec la rivière Ripoll jusqu'à l'embouchure de la mer Méditerranée. Avec une superficie totale de 115 ha, c'est l'un des espaces verts les plus importants de la région métropolitaine de Barcelone et forme un continuum urbain des villes de Barcelone, Santa Coloma de Gramanet, Sant Adrià de Besòs et Montcada i Reixac. Le parc a été créé grâce à l'exécution du projet de récupération environnementale du dernier tronçon de la rivière Besós.
Le parc est composé de trois zones :
- Zone à usage public : La zone fait 5 km entre Santa Coloma de Gramanet et Sant Adrià de Besòs et possède une piste cyclable.
- Zone humide : Ces zones sont situées au nord du parc, depuis le confluent de la rivière Ripoll, et permettent le traitement tertiaire de 30 % des eaux usées provenant de la station d'épuration de Moncada.
- L'embouchure : Les derniers 450 m de la rivière Besós, avant d'atteindre la mer Méditerranée, constituent l'embouchure. Il s'agit d'un espace réservé au public.

## Flore et faune

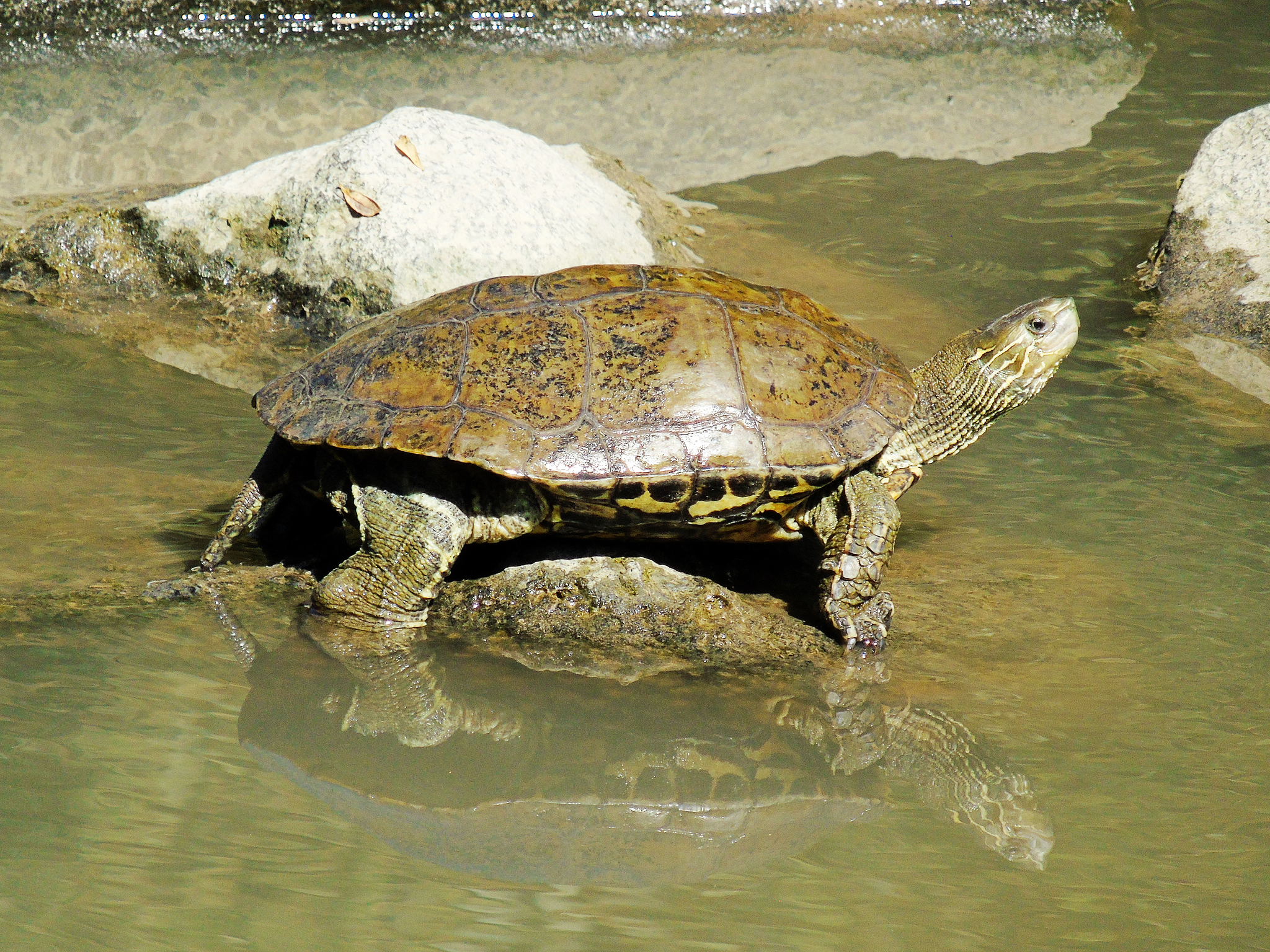
Mauremis caspica

Chaque zone du parc présente une végétation différente. La zone à usage public comprend 22 ha d'herbe, et le bord droit de cette zone du parc comprend également une plus petite zone de prairie fluviale. Le roseau est l'espèce plantée dans les 8 ha de zones humides aménagées. L'embouchure présente des parcelles de végétation adaptées à la forte salinité comme le tamaris, une végétation liée à l'eau et une parcelle de plantes méditerranéennes.
La restauration environnementale a permis la création de nouveaux habitats d'intérêt pour la faune. Cette amélioration et la localisation de l'espace dans le dernier tronçon de la rivière ont permis de détecter plus de 200 espèces différentes d'oiseaux. Les poissons les plus intéressants sont l'anguille d'Europe et le chevesne. Il convient également de noter d'autres vertébrés comme la rainette verte, le crapaud calamite et la tortue de ruisseau (Mauremys leprosa ou Mauremys caspica).

## Galerie

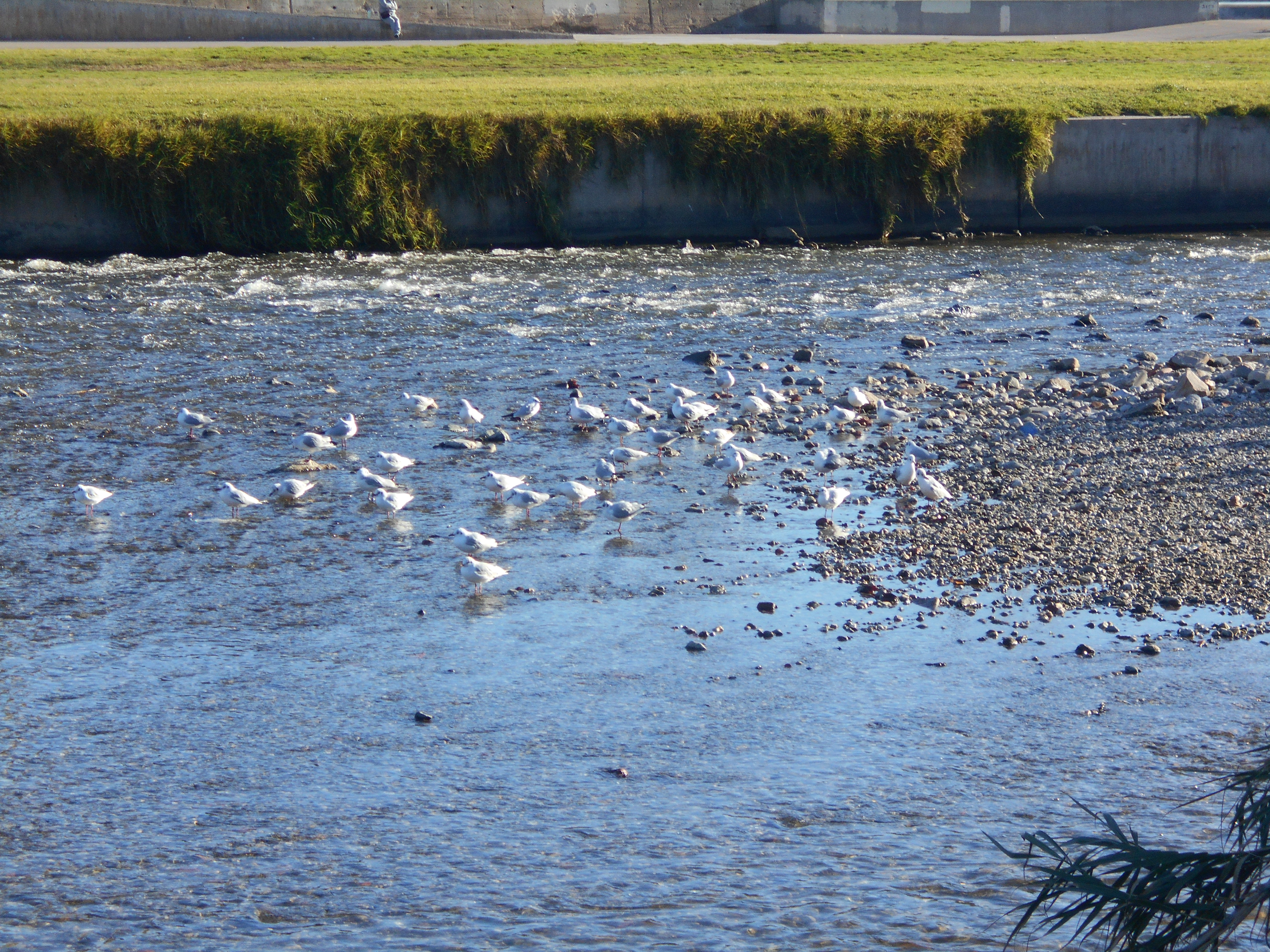
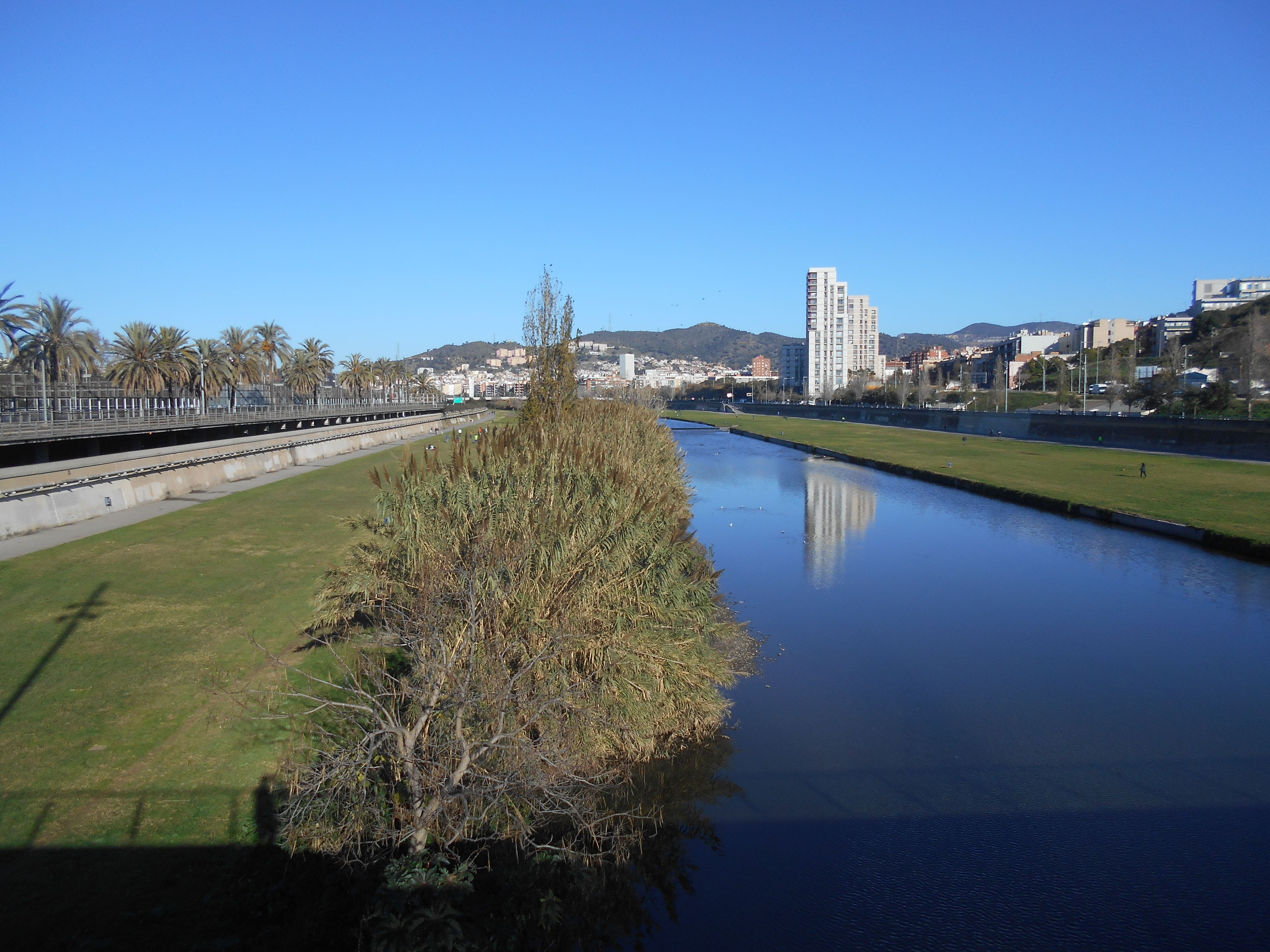
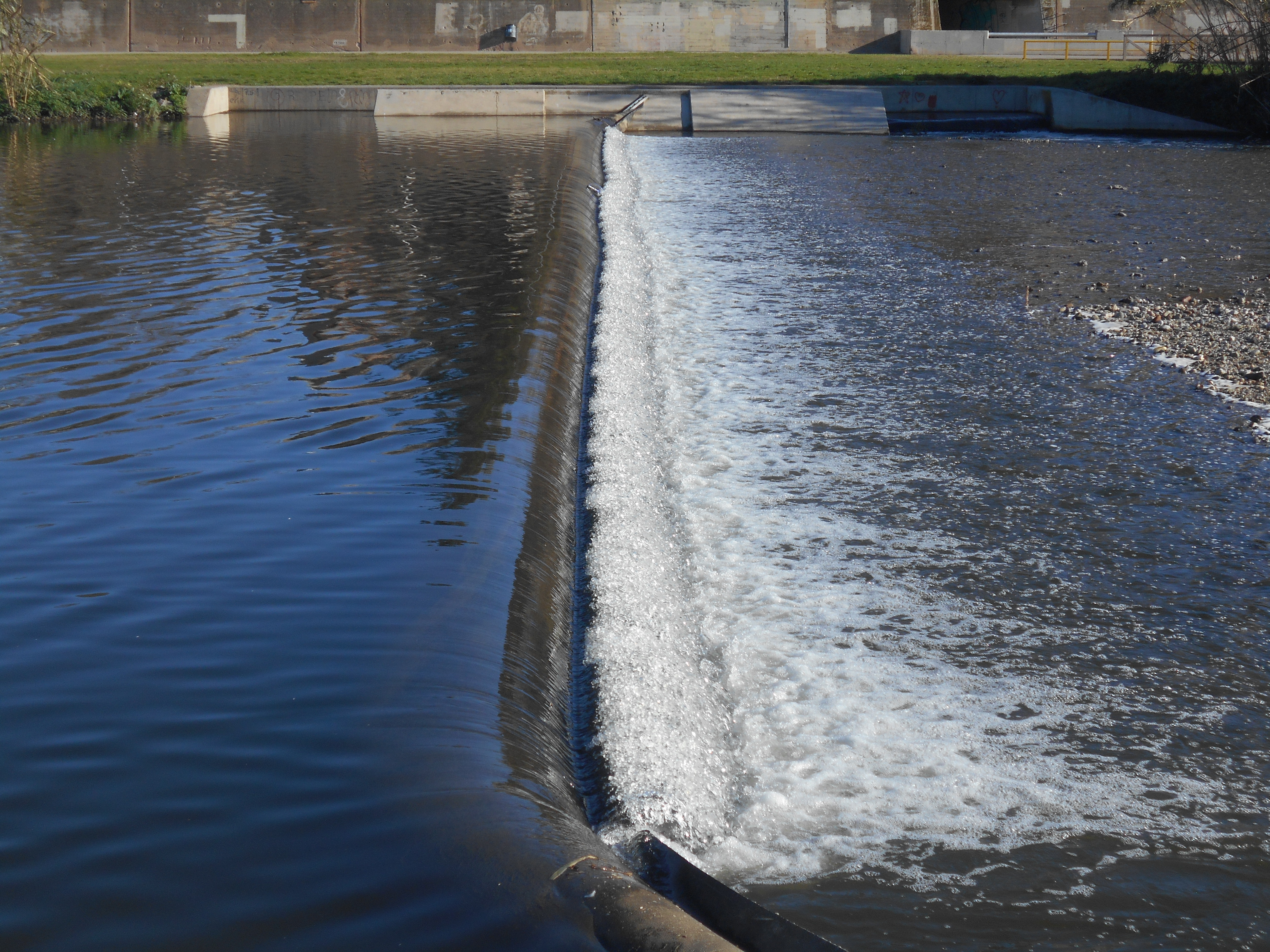
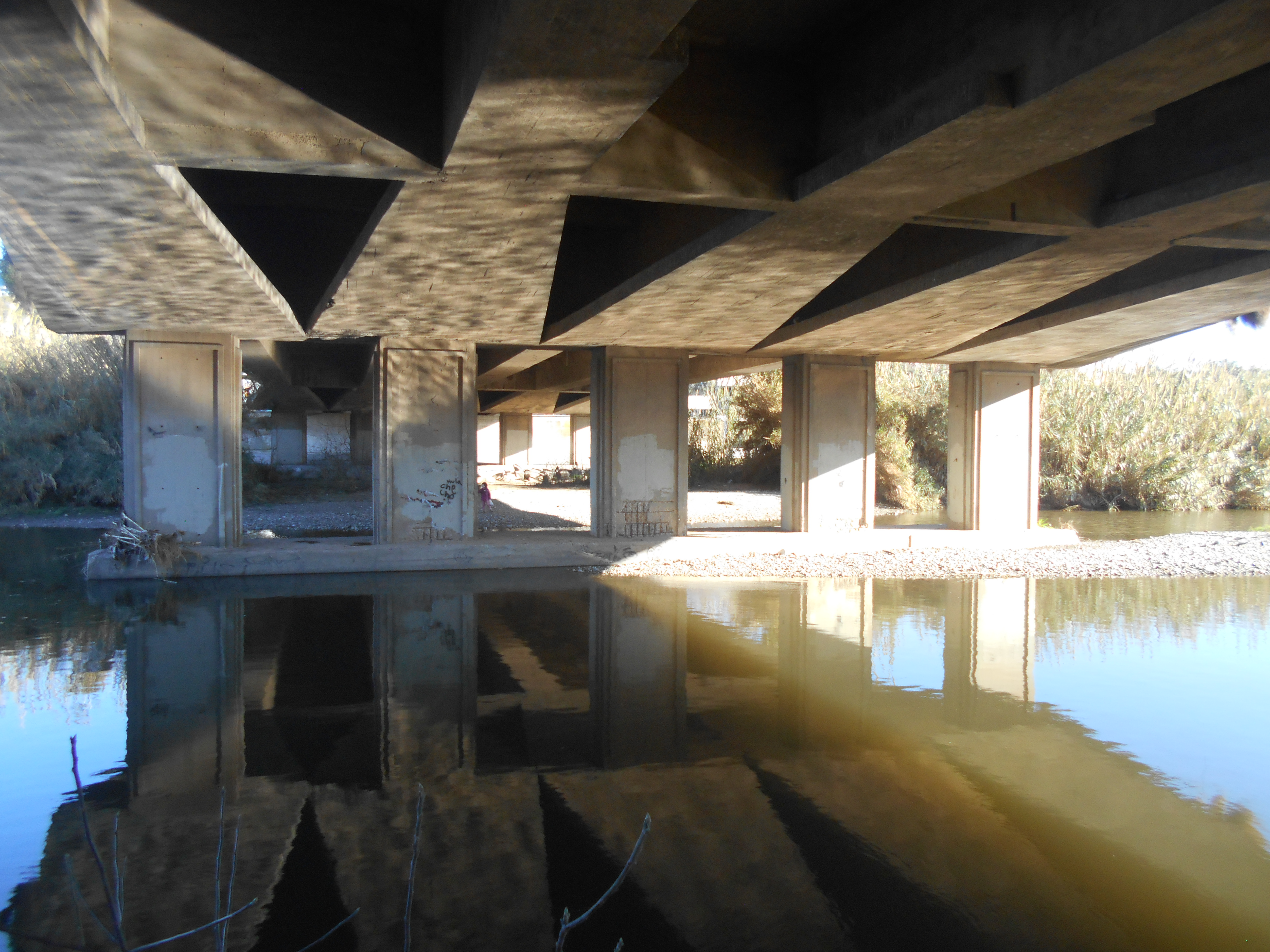
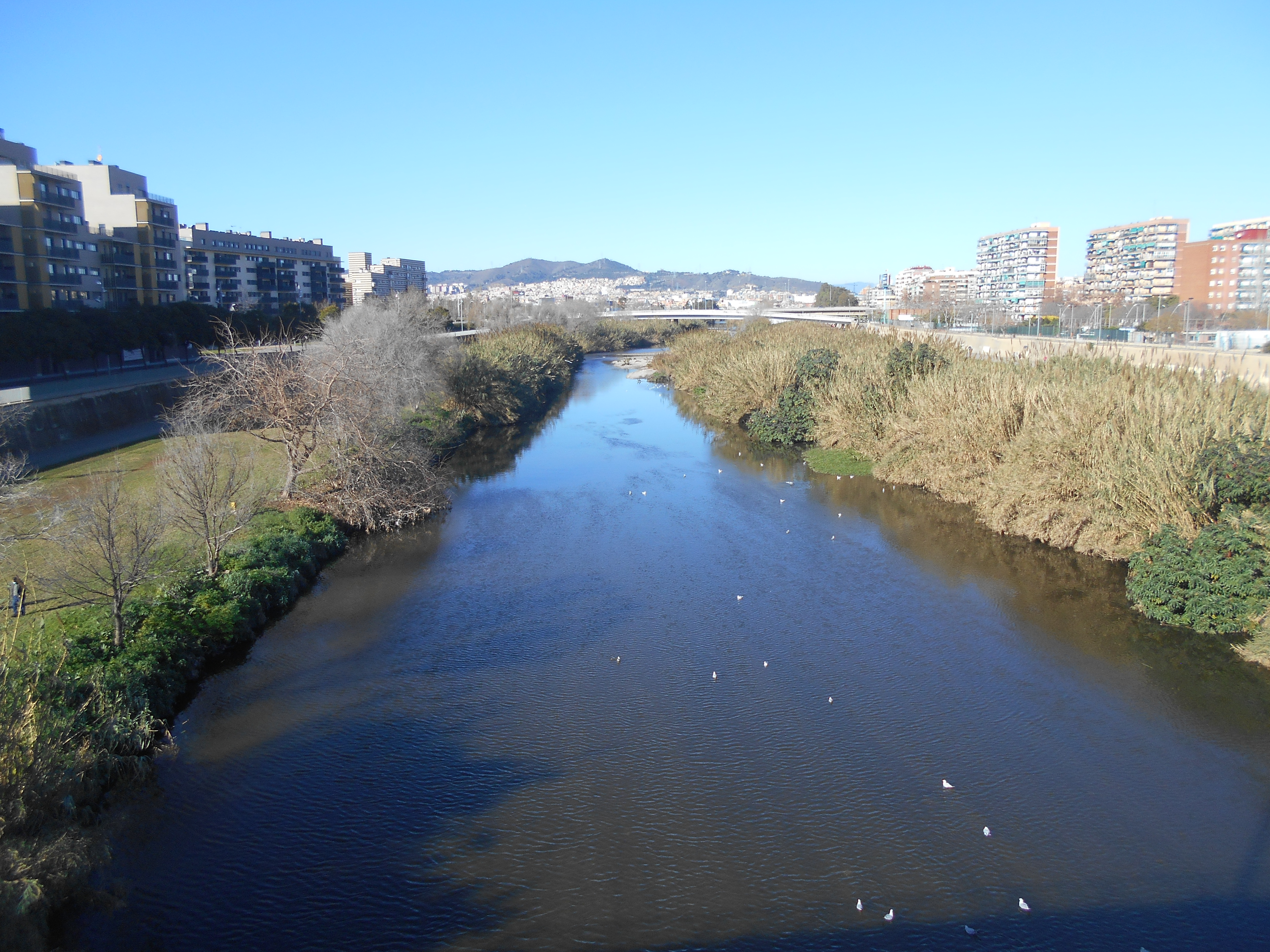
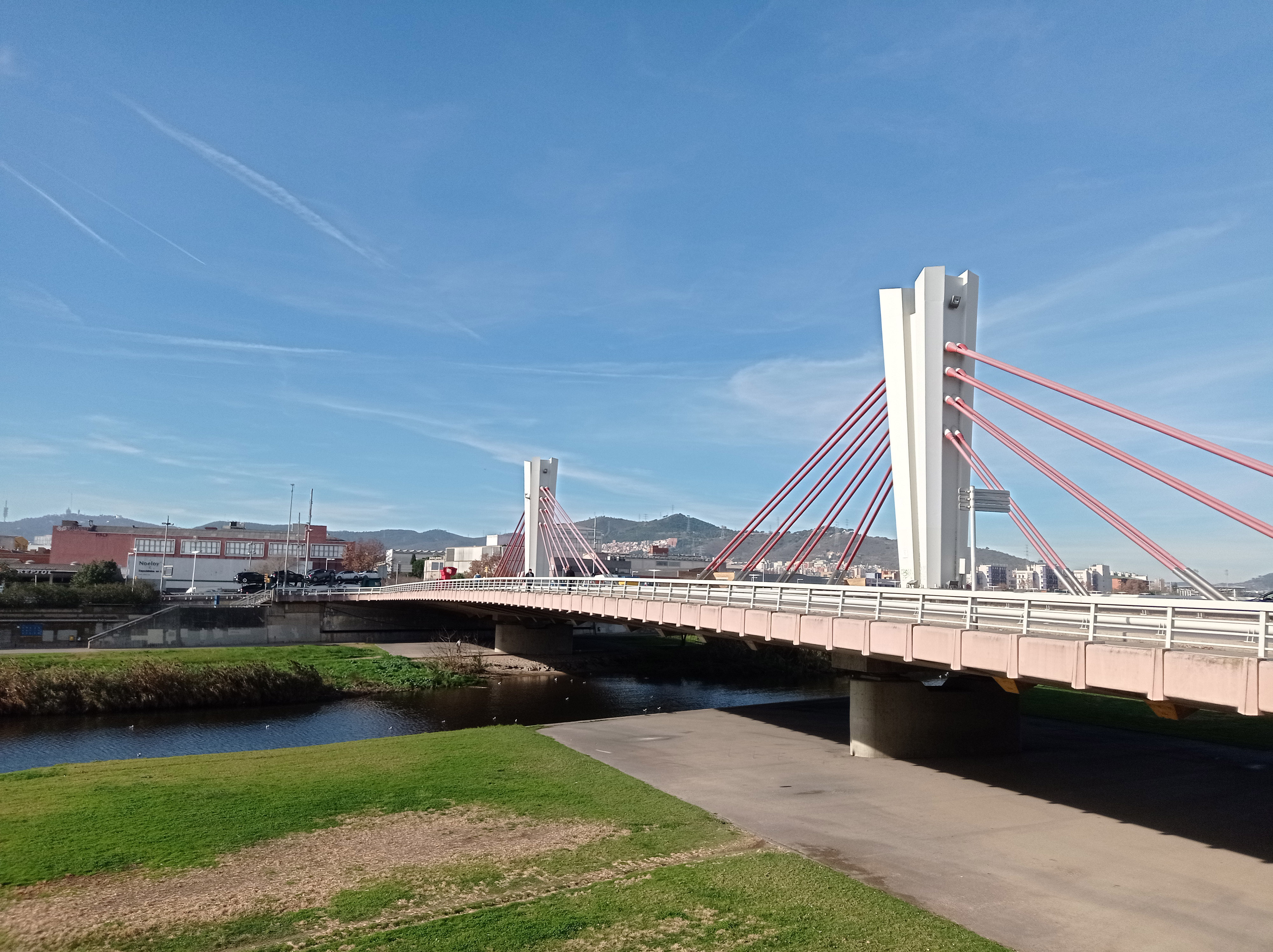